# 다롄 스더
다롄 스더(중국어: 大连实德)는 과거 다롄을 연고로 하던 중화인민공화국의 축구 클럽이다. 중화인민공화국의 축구 1부리그인 중국 슈퍼리그의 명문 구단 가운데 하나였다.

## 역사
1983년 다롄 완다(중국어: 大连万达)라는 이름으로 설립되었으며 1999년 스더 그룹이 다롄 스더를 인수하고 다롄 완다 스더로 개명했다. 다롄 스더는 중국 슈퍼리그에서 가장 성공한 축구 클럽으로 여겨졌다.
다롄 스더는 중국 최상위 리그에서 가장 많이 우승을 거머쥔 클럽이었다. 중국 슈퍼리그에서 총 8번 우승한 적이 있었으며 그 중 슈퍼 리그가 출범하기 이전에 존재했던 중국의 최상위 축구 리그인 갑A 리그에서 총 7번 우승(1994년, 1996년, 1997년, 1998년, 2000년, 2001년, 2002년)하였으며 2005년에는 슈퍼리그에서 우승을 차지했다.
2001년과 2005년에는 중국 FA컵 우승을 했으며 1997년과 2001년, 2003년에는 중국 슈퍼컵(超覇杯)까지 우승을 하게 된다. 1998년에는 아시안 클럽 챔피언십에서 준우승을 차지하였고 2001년 아시안 컵 위너스컵에서도 준우승을 차지하였다. 다롄 스더는 유소년 학교를 여럿 보유하고 있었다. 2012년 시즌을 끝으로 다롄 아얼빈에 합병되어 사라졌다.

## 역대 감독
| 감독                  | 임기        |
| --------------------- | ----------- |
| 하오하이둥(대행)      | 2004        |
| 블라디미르 페트로비치 | 2005 ~ 2006 |
| 박성화                | 2010 ~ 2011 |
| 넬루 빙가다           | 2011 ~ 2012 |

## 팀 기록
- 중국 슈퍼리그
  - 우승
    - 2005년
- 지아 A리그
  - 우승
    - 1994년, 1996년, 1997년, 1998년, 2000년, 2001년, 2002년
- 중국 FA 슈퍼컵
  - 우승
    - 1997년, 2001년, 2003년
- 중국 FA컵
  - 우승
    - 2001년, 2005년
- 아시안 컵 위너스컵
  - 준우승
    - 2001년
- AFC 챔피언스리그
  - 준우승
    - 1998년